# La Cruz, San Felipe Orizatlán
La Cruz är en ort i Mexiko.   Den ligger i kommunen San Felipe Orizatlán och delstaten Hidalgo, i den sydöstra delen av landet, 210 km norr om huvudstaden Mexico City. La Cruz ligger 168 meter över havet och antalet invånare är 141.
Terrängen runt La Cruz är kuperad åt sydväst, men åt nordost är den platt. Runt La Cruz är det ganska tätbefolkat, med 248 invånare per kvadratkilometer. Närmaste större samhälle är Huejutla de Reyes, 16,5 km öster om La Cruz. Omgivningarna runt La Cruz är en mosaik av jordbruksmark och naturlig växtlighet.